# Dipartimento del Basso Po
Il dipartimento del Basso Po fu un dipartimento della Repubblica Cispadana, della Repubblica Cisalpina, della Repubblica Italiana e infine del Regno d'Italia, dal 1797 al 1815. Prendeva il nome dal fiume Po e aveva come capoluogo Ferrara.

## Storia
Il dipartimento fu creato alla nascita della Repubblica Cispadana il 5 gennaio 1797, come dipartimento di Ferrara, poi del Po. Alla nascita della Repubblica Cisalpina fu chiamato del Basso Po per distinguerlo dall'altro dipartimento in precedenza omonimo, poi chiamato Alto Po; nell’occasione acquisì Sermide e Felonica dal Mantovano, provvedimento però subito revocato l’anno successivo. Il primo commissario governativo del dipartimento fu l'avvocato ferrarese Giovanni Battista Boldrini. Col Trattato di Lunéville acquisì la totalità del Polesine. L'8 giugno 1805 alcuni comuni del dipartimento entrarono nel Mincio, mentre altri entrarono nel dipartimento dell'Adriatico nel dicembre 1807. Questo dipartimento esistette di nuovo tra aprile e maggio del 1815, alla riconquista di alcune regioni dell'Italia da parte di Gioacchino Murat.

## Distretti

### Legge 13 pratile VI
Come in altre province emiliane, anche nel Ferrarese la compartimentazione cisalpina necessitava preliminarmente di una definizione dei municipi in un’area priva di un catasto moderno. Vennero dunque creati dei comuni di nuova formazione.
1. Alto Volano ossia Ferrara
2. Filistina ossia Ficarolo
3. Castagnaro ossia Trecenta
4. Poazzo ossia Occhiobello
5. Filastrese ossia Stellata
6. Moja ossia Sermide
7. Burana ossia Bondeno
8. Ciambalina ossia Poggio
9. Lavezzola ossia Cologna
10. Brazzolo ossia Copparo
11. Distretto del Basso Volano (Codigoro)
12. Bocche del Po ossia Mesola
13. Isola ossia Ariano
14. Trava ossia Portomaggiore
15. Sostegni ossia Migliaro
16. Primaro ossia Argenta
17. Valli ossia Comacchio

### Legge 27 vendemmiale VII
1. Tre Po ossia Ferrara
2. Tartaro ossia Trecenta
3. Canal Bianco ossia Occhiobello
4. Basso Panaro ossia Bondeno
5. Po di Marara ossia Poggio Renatico
6. Fossa Marina ossia Argenta
7. Menabo ossia Portomaggiore
8. Valli Adriane ossia Comacchio
9. Basso Volano ossia Codigoro
10. Bocche del Po ossia Ariano
11. Due Po ossia Copparo

### Legge 23 fiorile IX
La seconda vittoria bellica francese sui tedeschi fruttò al dipartimento tutto il vecchio territorio rovigotto.
1. distretto di Ferrara
2. distretto di Comacchio
3. distretto di Rovigo

### Decreto 8 giugno 1805
1. distretto di Ferrara
  1. cantone di Ferrara
  2. cantone di Bondeno
  3. cantone di Trecenta
  4. cantone di Fiesso
  5. cantone di Copparo
  6. cantone di Portomaggiore
2. distretto di Comacchio
  1. cantone di Comacchio
  2. cantone di Codigoro
3. distretto di Rovigo
  1. cantone di Rovigo
  2. cantone di Lendinara
  3. cantone di Adria
  4. cantone di Crespino

## Prefetti
- Mag 1801 - Nov 1802        Teodoro Somenzari
- Nov 1802 - 31 Mar 1803     Pio Eusebio Magenta
- Apr 1803 - Lug 1807        Federico Cavriani
- Lug 1807 - Mag 1808        Giovanni Scopoli
- 17 Mag 1808 - Giu 1814     Costantino Zacco